# Antilegomena
Antilegomena (aus dem Griechischen ἀντιλεγόμενα) sind Schriften, deren Echtheit oder Wert umstritten ist bzw. war. Konkret werden darunter meist potenzielle Kapitel („Bücher“) des Neuen Testaments verstanden, solange der Kanon noch nicht geschlossen war.
Der Kirchenvater Eusebius verwendete in seiner Kirchengeschichte (ca. 325) den Begriff für jene christlichen Schriften, die im frühen Christentum vor dem Abschluss des neutestamentlichen Kanons „umstritten“, wörtlich „dagegen gesprochen“ waren. Diese Antilegomena oder „umstrittenen Schriften“ wurden in der frühen Kirche viel gelesen und umfassten den Jakobusbrief, den Judasbrief, 2 Petrusbrief, 2 und 3 Johannesbrief, die Offenbarung des Johannes, den Hebräerbrief, die Apokalypse des Petrus, die Apostelgeschichte des Paulus, den Hirten des Hermas, den Brief des Barnabas und die Didache. Der Begriff „umstritten“ sollte nicht als „falsch“ oder „ketzerisch“ missverstanden werden. In der frühen Kirche gab es Meinungsverschiedenheiten darüber, ob die jeweiligen Texte einen kanonischen Status verdienen oder nicht.